# 有機イリジウム化合物

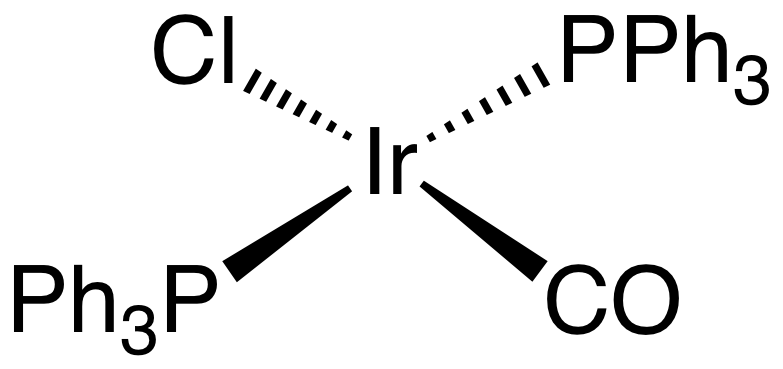
イリジウムの代表的な有機化合物であるバスカ錯体

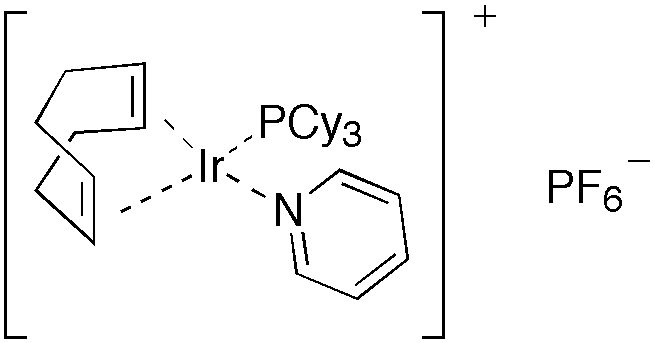
水素化反応の触媒であるクラブトリー触媒

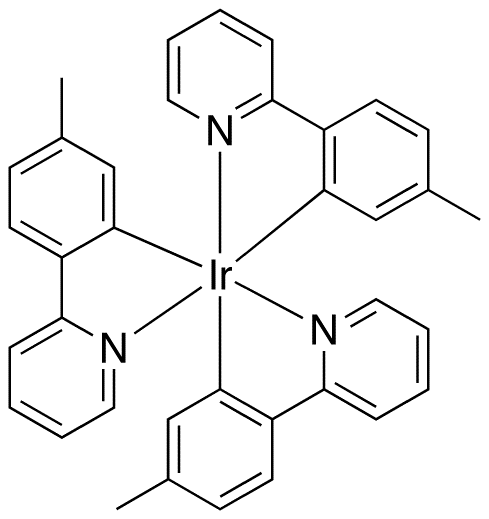
光触媒として使用されるIr(mppy)_{3}

Ir_{4}(CO)_{12}

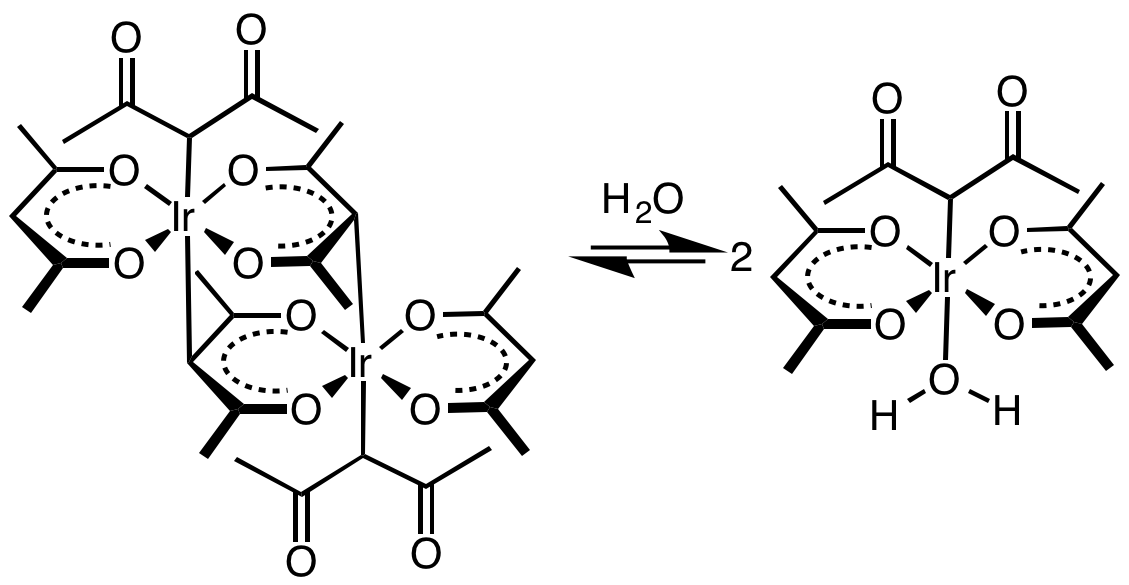
炭素に結合した"Ir(acac)_{3}"の異性体

イリジウム(V)錯体の1種であるオキソトリメシチルイリジウムの構造

有機イリジウム化合物（英語:Organoiridium compound）は、イリジウムが炭素との結合を持った有機金属化合物の総称である 。有機イリジウム化合物はオレフィンの水素化や酢酸の工業的合成に重要である。また適用できる反応範囲が広いことからファインケミカルにおける合成など学術的にも注目を集めている。

## 他の9族元素との比較
イリジウムは9族元素の中の第6周期元素で、白金族元素の1つにも分類される。有機イリジウム化合物は、同じく9族元素で第5周期元素かつ白金族元素の1つにも分類されるロジウムが持つ特徴を多く持っている。これに対して、9族元素の第4周期元素で、白金族元素ではないコバルトの特徴を、有機イリジウム化合物は、あまり多く持っていない。

## 酸化数による分類
イリジウムは-III価から+V価までの酸化数を取り得るものの、イリジウム(I)価とイリジウム(III)価が天然に多く存在する。イリジウム(I)価の化合物(d8錯体)は平面四角形分子構造か三方両錐形分子構造を取るが、イリジウム(III)価の化合物(d6錯体)は八面体形分子構造を取る。

### イリジウム(0)価
イリジウム(0)価の錯体はドデカカルボニル四イリジウムIr4(CO)12を単位とする二元カルボニルである。Rh4(CO)12と異なり、全てのCO配位子が単一のIr原子に配位している。この違いはFe3(CO)12とRu3(CO)12の違いに似ている。

### イリジウム(I)価
よく知られた例としてはバスカ錯体（ビス(トリフェニルホスフィン)イリジウムカルボニル塩化物）がある。イリジウム(I)価錯体は均一系触媒（英語版）だが、バスカ錯体はそうではない。バスカ錯体は触媒する反応の幅広さが有名である。他の錯体としてはIr2Cl2(cod)2、クロロビス(シクロオクテン)二量体、ウィルキンソン触媒の類似体であるIrCl(PPh3)3)があり、オルトメタル化が進行する。:
IrCl(PPh3)3  →   HIrCl(PPh3)2(PPh2C6H4)
RhCl(PPh3)3とIrCl(PPh3)3の違いが、イリジウムの酸化的付加のしやすさの原因になっている。同様の傾向がRhCl(CO)(PPh3)2とIrCl(CO)(PPh3)2にも見られ、後者のみがO2やH2に酸化的付加する。オレフィン錯体であるクロロビス(シクロオクテン)二量体やシクロオクタジエンイリジウム塩化物二量体は"IrCl"源としてよく用いられ、アルケン配位子の反応活性を向上させたり水素化によりそれらへの感受性を高めたりする。クラブトリー触媒 ([Ir(P(C6H11)3)(ピリジン)(シクロオクタジエン)]PF6)はアルケンの水素化に幅広く用いられる均一系触媒である。
(η5-Cp)Ir(CO)2はCO配位子の1つが光によって解離することによりC-H結合に酸化的付加する。

### イリジウム(II)価
ロジウム(II)価と同様に、イリジウム(II)価もあまり多くは存在しない。2価のイリジウムの例としてイリドセン(IrCp2)がある。ロドセンと同様、イリドセンも室温で二量化する。

### イリジウム(III)価
イリジウムは商業的にはIII価もしくはIV価の酸化数で販売されていることが多い。イリジウム塩は水和した塩化イリジウム(III)やヘキサクロロイリジウム(IV)酸アンモニウムの形で販売されている。これらの塩はCO、水素、アルケンなどによって還元される。下に示したのは塩化イリジウム(III)のカルボニル化である。
IrCl3(H2O)x  +  3 CO   →  [Ir(CO)2Cl2]−  +  CO2  +  2 H+ +  Cl− + (x-1) H2O
多くの有機イリジウム(III)錯体がペンタメチルシクロペンタジエニルイリジウム二塩化物二量体から合成できる。多くの誘導体が速度論的に不活性なシクロメタル化配位子である。関連する半ハーフサンドイッチ化合物がC-H活性化に大きな役割を果たしている。

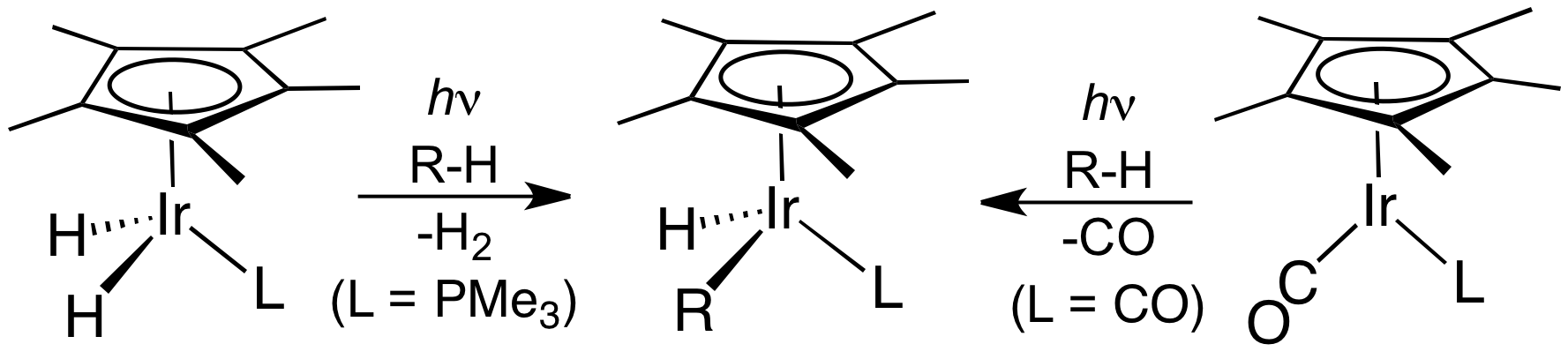
有機イリジウムの化学はC-H活性化の中心的な役割を果たしている。ここにふたつの例を示す。

### イリジウム(V)価
+IIIを超える酸化数のイリジウムは同じ酸化数のロジウムよりは一般的に存在する。それらは大抵強い配位子場を持つ。よく引用される例としてはオキソトリメシチルイリジウム(V)がある。

## 反応

### β水素脱離
I価の有機イリジウム錯体はエポキシドのC-O結合に酸化的付加し、開裂してケトンを与える。
クロロ配位子を含むイリジウム錯体に第2級アルコールを反応させると、アルコキシド錯体が生成する。これを95 ℃でトルエン中で反応させるとケトンとイリジウムヒドリドが生成する。またアミド錯体の場合、加熱することによってイリジウムが脱離し配位していたアミンに対応するイミンが生成する。これらの反応は、反応中間体として14電子の錯体ができていることがわかっている。また、アミド錯体の反応においてはC-H結合の切断が律速段階となっている。
III価のイリジウム錯体からのβ水素脱離も報告されている。この反応は錯体が18電子を持っていて新たな配位ができないため、イリジウムによるプロトンの引き抜きから始まる。その後メタノール（溶媒）とクロロ配位子の水素結合ができる。

## 利用
有機イリジウム錯体は多くの場合メタノールをカルボニル化して酢酸に変換するカティバ法で用いられる。 

### 光学装置とフォトレドックス
2-フェニルピリジンのシクロメタル化誘導体などの錯体が燐光性有機発光ダイオードに利用される。この反応はフォトレドックス触媒に類似している。

### 応用可能性
イリジウム錯体は直接水素化と水素移動反応の両方において高い活性を示す。この不斉反応は広く研究されている。
多くのハーフサンドイッチ形化合物が抗がん剤になる可能性があるため研究の対象となっている。関連する錯体として二酸化炭素をギ酸塩に変換するための電解触媒がある。研究機関などではC-H活性化の触媒として注目されているものの、商業的な利用はされていない。